# Alfred Verwee
Alfred Jacques Verwee (Sint-Joost-ten-Node, 23 april 1838 – Schaarbeek, 15 september 1895) was een Belgische kunstschilder en etser, bekend voor zijn afbeeldingen van dieren en landschappen.

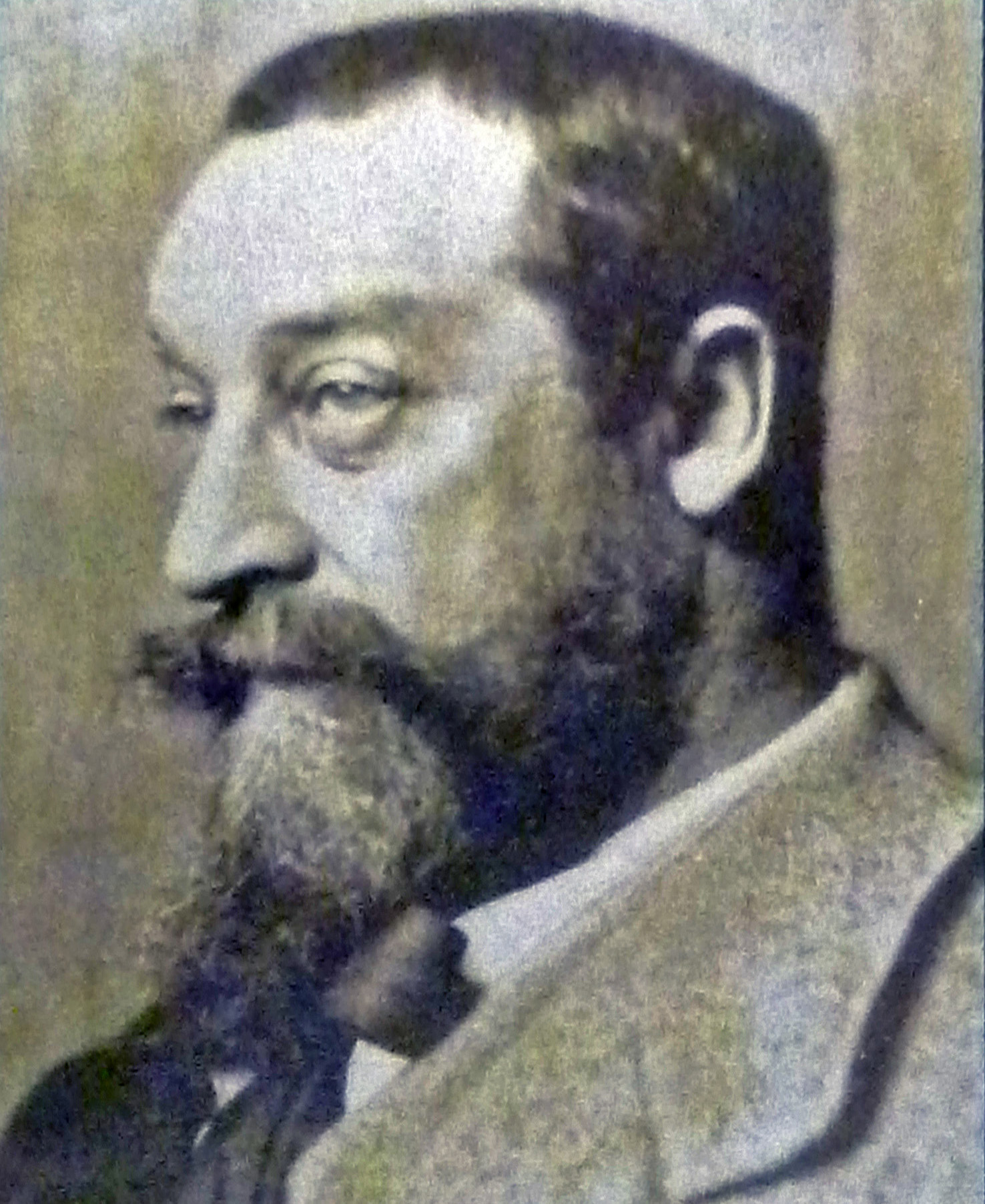
Alfred Verwee

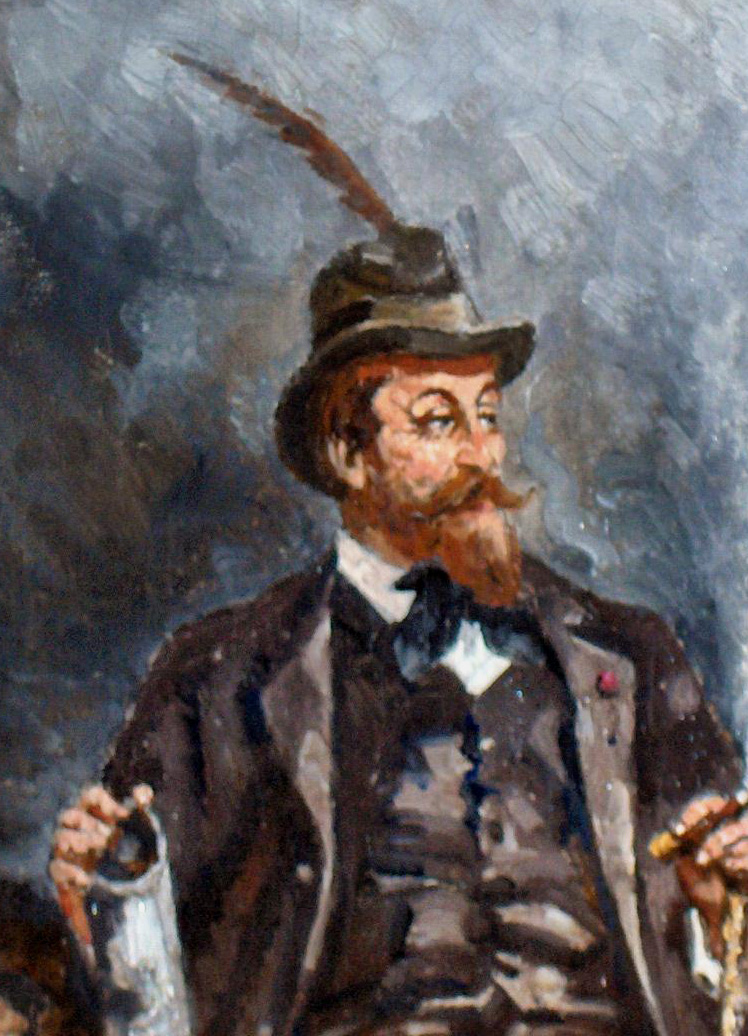
Alfred Verwee
detail uit schilderij "De overwinnaars" (1895) door Léon Philippet; gemeentelijk patrimonium Knokke-Heist

## Jeugd en opleiding
Zijn vader was de Kortrijkse kunstschilder Louis-Pierre Verwee (1807-1877), een romantische schilder van winterse landschappen, die zelf een leerling was geweest van Eugène Verboeckhoven. Zijn broer was Louis-Charles Verwee, die eveneens een kunstschilder zou worden, gespecialiseerd in huiselijke taferelen en portretten.
Alfred Verwee behaalde het diploma van beëdigd landmeter, maar kon niet verder studeren tot ingenieur door financiële moeilijkheden van zijn ouders. Reeds in zijn jeugd begon Alfred Verwee te schilderen uit liefhebberij. Hij werd hierin gesteund door zijn vader zodat hij al vroeg in dezelfde romantische trant landschappen en dieren begon te schilderen. In die tijd onderging hij ook de invloed van Louis Robbe, Eugène Verboeckhoven en de Fransman Constant Troyon, een aanhanger van de School van Barbizon.
Vanaf 1853 overwoog hij ernstig in het spoor van zijn vader te treden en kunstschilder te worden. Hij volgde een opleiding in de privé-academie van de Brusselse genre- en portretschilder François Charles Deweirdt (1799-1855), die ook uit Kortrijk afkomstig was en met Louis-Pierre Verwee samenwerkte. Hij leidde Alfred Verwee op in de zuivere academisch-romantische traditie. Alfred Verwee was ook ingeschreven aan de academie van Brussel, maar woonde slechts weinig lessen bij.

## Vroege werken

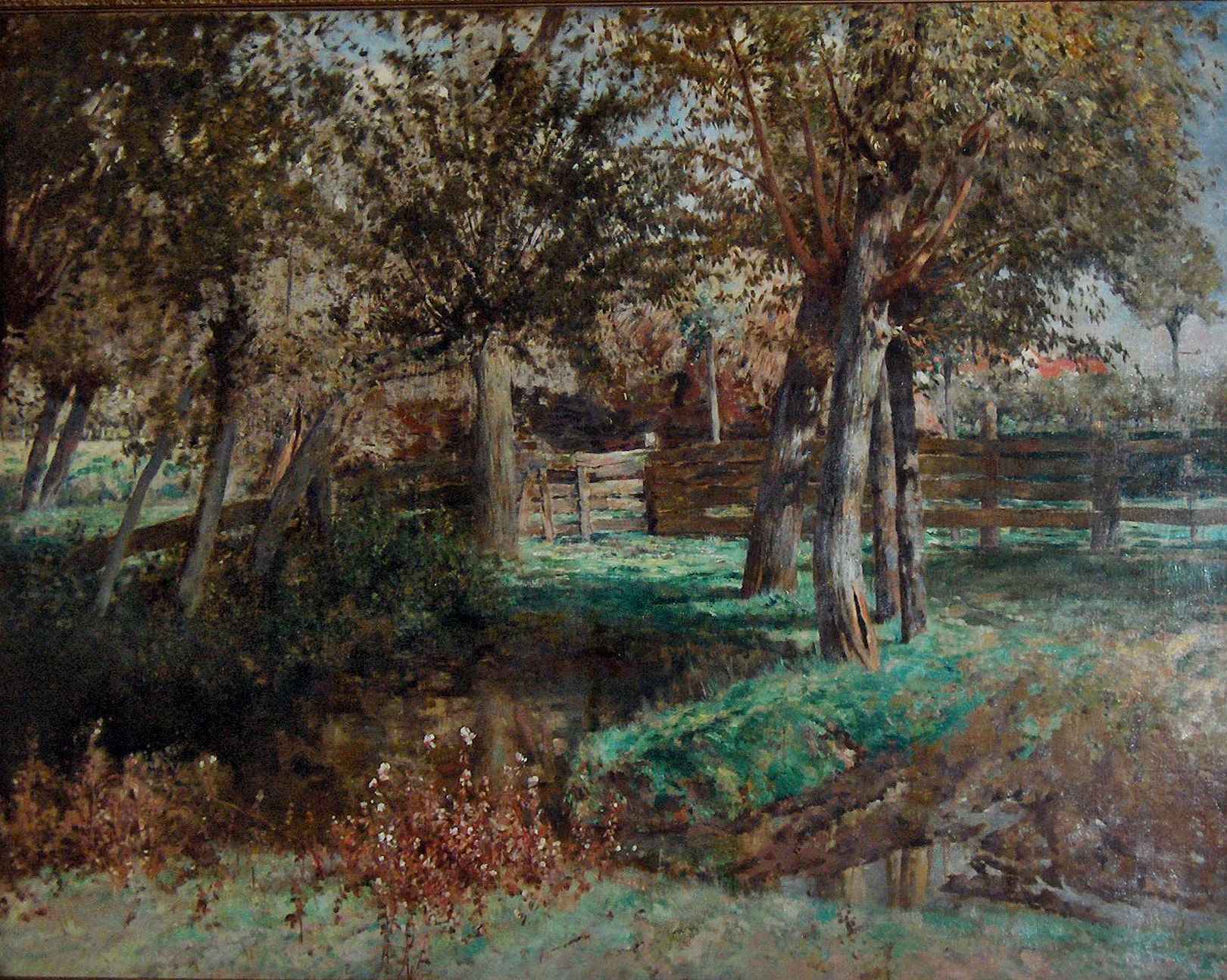
"Drassige weide met knotwilgen"
gemeentelijk patrimonium Knokke-Heist

Hij stelde voor de eerste maal tentoon in 1857 op het Brusselse Salon met een dierenschilderij "Vee op de weide". Zijn doorbraak zou komen in 1863 op het Brusselse Salon met een gelijkaardig schilderij "Attelage flamand", waarvoor hij een gouden medaille behaalde. Op dit ogenblik van zijn eerste successen was Verwee uitgegroeid tot een goede realistische schilder, maar bezat de maturiteit nog niet van een groot kunstenaar.
Hij behaalde opnieuw goud in het Parijse Salon van 1864 met zijn schilderij "Het bespannen van de ossen" (aangekocht door museum van Kortrijk). De schrijver en kunstcriticus Théophile Gautier schreef er lovend over. Alfred Verwee ontmoette in Parijs de dierenbeeldhouwer Antoine Barye, die hem aanraadde zijn loopbaan verder uit te bouwen in Parijs. In die periode maakte hij kennis met Édouard Manet en schilders uit de Barbizon School Théodore Rousseau, Narcisse Díaz de la Peña. Deze contacten zouden later leiden tot een merkwaardige stijlverandering naar het realisme in zijn werken, waarbij hij zich afzette tegen de stijl van Eugène Verboeckhoven, zoals trouwens ook Louis Robbe en Joseph Stevens.
Zijn verblijf in Parijs leidde niet tot het gewenste commerciële succes en hij keerde in 1865 terug naar Brussel. In die periode geraakte hij in Brussel goed bevriend met de Haagse marineschilder Hendrik Willem Mesdag (die trouwens verschillende werken van Verwee bezat). Via hem kwam Verwee ook in contact met Mesdags neef Lawrence Alma-Tadema.
Hij verhuisde met zijn familie naar Londen in de periode 1867-1868. Maar ook hier had hij niet het gewenste commerciële succes en hij keerde spoedig naar huis, even berooid als voordien.
Hij trad in het huwelijk in 1868. Hij ondernam in hetzelfde jaar een reis door Nederland met zijn vriend Louis Dubois. Vooral de omgeving van Dordrecht met zijn vruchtbare weilanden kon hem inspireren. Alfred Verwee onderging eveneens de invloed van de polderlandschappen van de Nederlandse schilder Willem Roelofs, die toen in Brussel woonde.

## Stijlverandering
Hij werd in 1868 een stichtend lid van de Brusselse kunstkring "Société Libre des Beaux-Arts", een groep van jonge artiesten die zich afzette tegen de academische romantici en romantische realisten van de vorige generaties. Deze jonge artiesten wilden een vrijere, realistische kunst promoten. In dit milieu van ontluikende talenten, kreeg Verwee het nodige zelfvertrouwen en kwam er vooruitgang in zijn stijl en techniek. Alfred Verwee zou vanaf nu ter plaatse, in de vrije natuur (en plein air) zijn onderwerpen waarheidsgetrouw op het doek vastleggen, een reactie tegen het academisme van zijn opleiding.

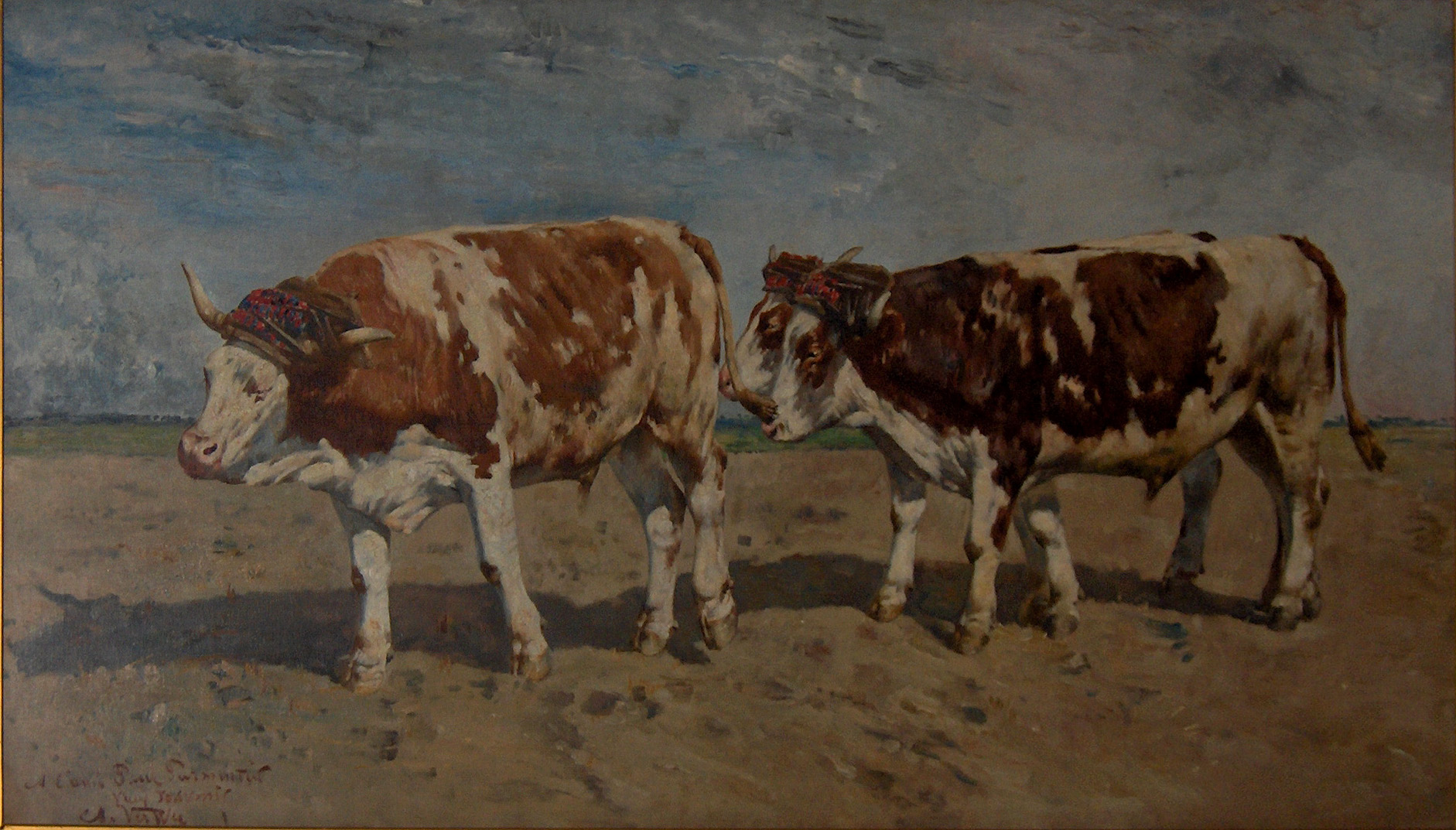
"Terug van het ploegen" (1895)
gemeentelijk patrimonium Knokke-Heist

Zijn gematigd realisme ging tussen 1875 en 1880 over in een grootse visie van het Vlaamse boerenlandschap, de polders en de oevers van de Schelde met doorvoede koeien die grazen op een vruchtbare bodem. Hij liet het licht een rol spelen en gebruikte lichtere, levendiger kleuren, neergezet met een zachtere toets.
Deze stijlverandering kon men voor het eerst zien in zijn schilderij "Landschap met koeien" uit 1868, (De Mesdag Collectie, Den Haag). Deze nieuwe stijl zette zich voort in zijn werk "De hengst", dat hem een gouden medaille opleverde op het Brusselse Salon van 1869. Hij perfectioneerde deze stijl in de vele werken die nu volgden: "Oogst in het Noorden van Vlaanderen" (Salon 1872, Brussel), "Een Span in Zeeland" (Salon, 1873), "Weide met klaprozen, Oevers van de Schelde" (1873), "Paarden in de Omgeving van Oostende" (1878) en zijn meesterwerk "Monding van de Schelde" (1880) (geschilderd in tegenlicht).
Hij had ook een goed contact met de kunstenaars uit de School van Tervuren. Hij was in 1876 een medestichter van de Brusselse kunstenaarskring "La Chrysalide", dat bestond tot 1881. Deze kring wordt beschouwd als een voorloper van de kunstkring "L'Essor" en later "Les XX". Hij was ook bevriend met Euphrosine Beernaert, die met hem in contact was gekomen via de dierenschilder Louis Robbe. Toen hij ook lid wilde worden van Les XX, werd dit hem resoluut geweigerd op instigatie van James Ensor en Willy Finch. Zij namen hiermee zoete weerwraak omdat Alfred Verwee, als een der organisatoren van het Salon van Brussel, hun werk had geweigerd.
Samen met de schilders François Musin, Louis Dubois, Joseph Van Severendonck en Amédée Lynen werd Alfred Verwee in 1878 door de architecten Naert en Laureys gevraagd om mee te werken aan de picturale binnendecoratie van het nieuwe kursaal van Oostende. Hij versierde een zaal met verschillende dierenschilderijen. Deze zaal werd later de Verwee-zaal genoemd.

## Knokse Schilderskolonie

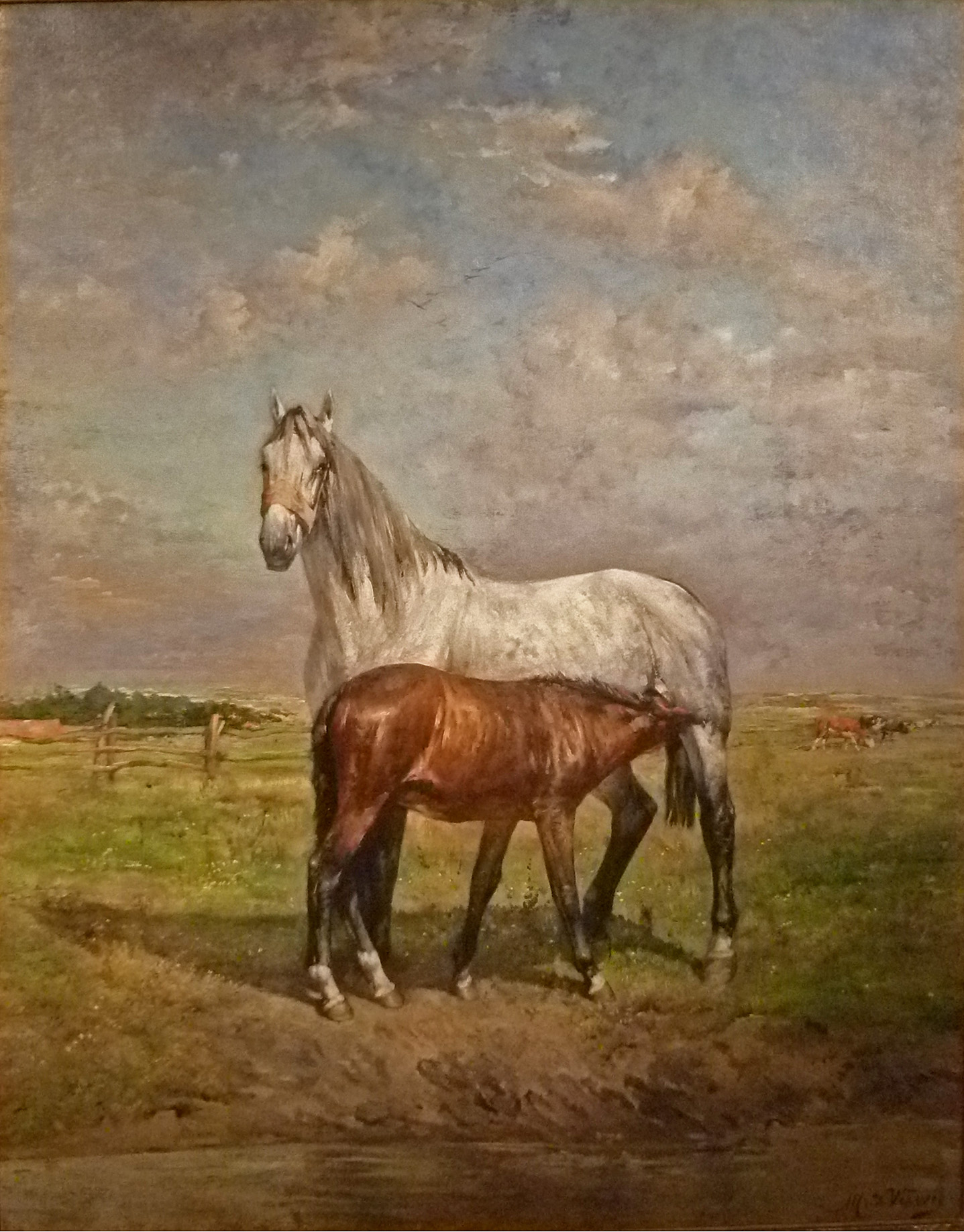
"Merrie en veulen"
gemeentelijk patrimonium Knokke-Heist

Rond 1880 kwam Alfred Verwee onder de bekoring van de Vlaamse kust in de omgeving van Knokke en Heist met zijn duinen en zee, maar vooral het achterliggend polderlandschap. Geleidelijk groeide Knokke, toen nog slechts een gehucht, in zijn spoor uit tot een kunstenaarsdorp dat in de zomer veel vooraanstaande kunstenaars uit binnen- en buitenland aantrok. Deze levendige kunstenaarskolonie werd bekend onder de naam Knokse Schilderskolonie. De kunstenaars gingen op gemoedelijke wijze met elkaar om en schilderden de pittoreske hoekjes uit Knokke en omgeving tot in Zeeland.
Alfred Verwee schilderde in deze periode in deze omgeving zijn rijpere werken met gebruik van een pre-impressionistische toets. Hij zocht een compromis tussen twee specialiteiten; het dierenschilderij en het schilderen van landschappen. Zijn monumentale koeien, varkens of paarden, alleen of in groep, worden statisch afgebeeld op de voorgrond met een fotografische nauwkeurigheid. Dit gebeurde in zijn atelier. Het landschap in de Vlaamse polders als achtergrond daarentegen werd geschilderd in de open lucht met de impressionistische vlekkentechniek en met gebruik van meestal heldere tot zilverachtige kleuren. Deze combinatie gaf niet altijd het gewenste resultaat.
Verwee zocht steeds een goed bestudeerde pose voor zijn onderwerp, waarbij hij op artistieke wijze het dier met een anatomische nauwkeurigheid weergaf. Hierdoor wordt hij gezien als de zuiverste dierenschilder in de Belgische kunst. Pol de Mont, de conservator van het Museum voor Schone Kunsten van Antwerpen noemde hem ooit: "Onze allereerste animalier".
Enkele voorbeelden uit deze periode zijn "In het mooie Vlaamse land" (1884) (K.M.S.K. Brussel) en "Gevecht tussen jonge stieren" (K.M.S.K. Gent)
In 1885 ondernam Alfred Verwee een reis naar Italië in gezelschap van baron Alphonse de Haulleville.

## Zakenman
Alfred Verwee zag spoedig in dat Knokke kon uitgroeien tot een toeristische trekpleister. In 1887 richtte hij, samen met Louis Van Bunnen en Henri Dumortier, een bouwgroep op. Zij kochten in hetzelfde jaar van de familie Lippens 34 ha 50 a 58 ca. duinengrond in de Zoutepolder tegen een prijs van 1000 BF per ha., om het te verkavelen als bouwpromotoren. In de volgende jaren veranderde het uitzicht van Knokke dan ook grondig.
Verwee bouwde in 1888 zijn villa "Fleur des Dunes" aan de Zeeweg (nu: Lippenslaan) in Knokke. Hij zette zich verder in voor de promotie van de kustplaats. Samen met zijn vriend en leerling Paul Parmentier (1854-1902), die later schepen van Knokke zou worden, stichtte hij in 1891 de vereniging "Knocke-Attractions".

## Ziekte en overlijden
Vanaf 1892 werd hij geplaagd door reuma en ging zijn gezondheid achteruit. Later kreeg hij ook nog keelkanker. Hij reisde af in 1895 naar Egypte en Algerije en Zuid-Frankrijk in de hoop er in het warmere klimaat verlichting te vinden voor zijn ziektes. Enkele weken voor zijn dood brachten zijn vrienden hem een laatste keer naar Knokke zodat hij nog eenmaal kon genieten van deze streek die hem zo dierbaar was.
Hij overleed in zijn woning in Schaarbeek op 15 september 1895.

## Huldigingen

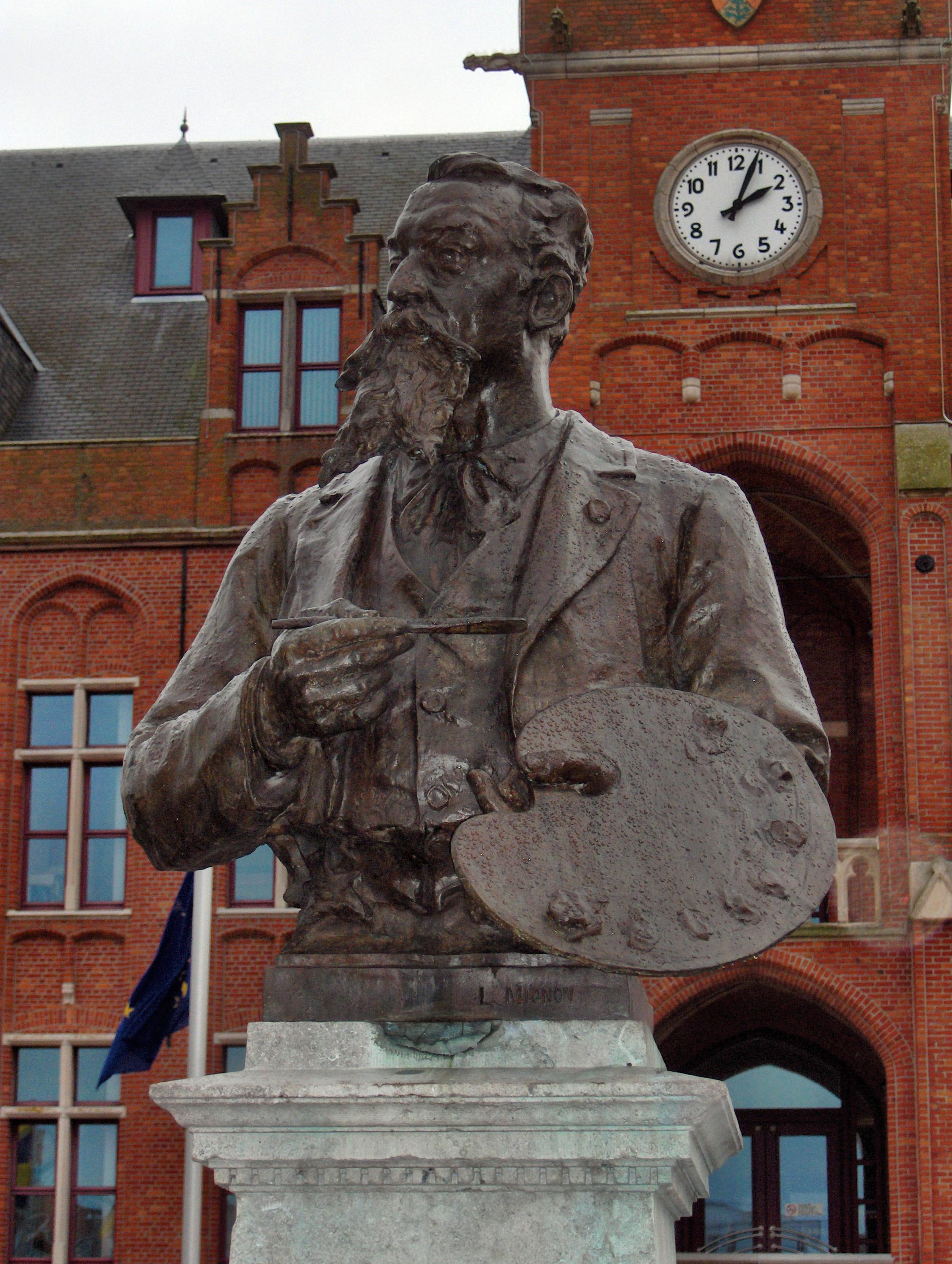
Bronzen buste (1896) door Léon Mignon

Reeds in 1896 werd hij gehuldigd met een grote retrospectieve tentoonstelling in het Museum voor Moderne Kunst te Brussel, met inleiding in de catalogus door de schrijver en kunstcriticus Camille Lemonnier, die hem "één van onze grootste schilders der natuur" noemde. Knokke richtte op het Alfred Verweeplein in 1896 een bronzen standbeeld op, gemaakt door de Luikse beeldhouwer Léon Mignon (1847-1898), een vriend van Verwee. In 1903 werd het "monument Alfred Verwee" opgericht in Schaarbeek, gemaakt door Charles Van der Stappen (1843-1910).

## Iconografie
Zijn portret werd meerdere malen afgebeeld. Hij komt voor in het groepsportret van de stichters van de Société Libre des Beaux-Arts door Edmond Lambrichs (1830-1887). Jan Verhas (1834-1896), die ook een korte tijd behoorde tot de Knokse School, portretteerde hem in zijn schilderij "Revue des Ecoles" (1880) (K.M.S.K., Brussel). De Luikse beeldhouwer en zijn vriend Léon Mignon (1847-1898) vervaardigde in 1896 zijn bronzen borstbeeld (K.M.S.K., Brussel en Alfred Verweeplein, Knokke). Verwee komt ook voor, samen met Hubert Bellis, Robert Quittman en Frans Bastin, in het schilderij "Na een kaartwedstrijd" door Léon Philippet (Knokke, Gemeentelijke verzameling).

## Onderscheidingen
- 1873: medaille te Wenen
- 1878 en 1880: medailles te Parijs
- 1885: medaille te Antwerpen

Hij werd benoemd tot ridder in de Leopoldsorde in 1872, tot officier in 1881 en tot commandeur in 1894. Hij werd ook benoemd tot ridder in het Légion d’Honneur in 1894.

## Leerlingen
- Léon Massaux (1845-1926)
- Marie Collart-Henrotin (1842-1911)
- Paul Parmentier (1854-1902). Hij maakte veel foto’s in de omgeving van Knokke en ook detailopnames van dieren. Deze foto’s werden dan door hem en Verwee gebruikt als hulpmateriaal bij het schilderen.

## Musea en openbare verzamelingen
- K.M.S.K. Antwerpen
- K.M.S.K. Brussel
- M.S.K. Gent
- M.S.K. Kortrijk
- Musée du Parc de la Boverie, Luik
- Stadhuis Knokke-Heist
- Schaarbeek
- Stadhuis Tienen
- Stedelijk Museum, Sint-Niklaas
- Stedelijk Museum, Verviers
- De Mesdag Collectie, Den Haag
- Montreal

- Bibliothèque nationale de France: cb149663959 (data)
- Digitale Bibliotheek voor de Nederlandse Letteren: verw067
- Gemeinsame Normdatei: 174284160
- International Standard Name Identifier: 0000 0000 6661 2860
- National Gallery of Victoria: 5433
- Nederlandse Thesaurus van Auteursnamen: 30503345X
- RKD-Nederlands Instituut voor Kunstgeschiedenis: 80750
- Système universitaire de documentation: 181835444
- Union List of Artist Names: 500012581
- Virtual International Authority File: 27337339
- WorldCat: E39PBJrmcyF8qMHVpfQy6VPfbd